# The Realm Online
The Realm är ett av de absolut första MMORPGs som släpptes. Första versionen släpptes 1996, och den nuvarande versionen har sin grund från 1997. Till skillnad från de flesta av dagens MMORPGs är The Realm 2D-baserat och fungerar därför att spela på en dator med relativt låg prestanda.

## Historia
The Realm utvecklades av Sierra On-Line och släpptes under 1996. 1999 köpte Codemasters spelet från Sierra och utvecklade det vidare fram till 2003 då det såldes vidare till ett företag vid namn Norseman Games. Norseman Games grundades av ett antal spelare, för att undvika att The Realm skulle läggas ner.